# Parania albopilosella
Parania albopilosella är en stekelart som först beskrevs av Cameron 1909.  Parania albopilosella ingår i släktet Parania och familjen brokparasitsteklar. Inga underarter finns listade i Catalogue of Life.